# Space Harrier 3-D
Space Harrier 3-D (スペースハリアー3D Supēsu Hariā Surī Dī?) es un videojuego de tipo shooter sobre raíles en tercera persona Desarrollada y publicado por Sega, originalmente como Sega Master System, en 29 de febrero de 1988 en todo el mundo.